# Order Ducha Świętego
Order Ducha Świętego (fr. L'Ordre du Saint-Esprit) – najwyższy order królestwa Francji, nadawany przez królów francuskich, którzy byli jego Wielkimi Mistrzami (Souverain Grand Maître). Ustanowiony 31 grudnia 1578 przez Henryka III Walezego dla uczczenia Ducha Świętego, ponieważ Henryk został wybrany królem Polski (11 maja 1573) i uznany królem Francji (1574) w dniu Zesłania Ducha Świętego.

## Historia

Łańcuch Orderu Św. Ducha w wielkim herbie Królestwa Francji i Nawarry

Najwcześniejszym najwyższym orderem francuskim był Order św. Michała, który miał w założeniu być konkurencją dla burgundzkiego Orderu Złotego Runa. Jednakże w czasie wojen religijnych jego znaczenie się zmniejszyło (w chwili wstąpienia na tron Henryka III miał ok. 700 kawalerów) i Henryk III w 1578 zmuszony był w celu nagradzania swych zwolenników utworzyć nowy order, który początkowo posiadał formalny charakter świeckiego zakonu rycerskiego, by z biegiem czasu przerodzić się w odznaczenie.
W 1590 król Henryk IV zmienił statuty orderu: ograniczył liczbę kawalerów do 100 i zmienił wygląd insygniów, usuwając z awersu krzyża orderowego zielone płatki znajdujące się koło lilii francuskich. Przyznał także kawalerom orderu wysokie pensje, uszczuplone później przez króla Ludwika XV.
W czasie rewolucji francuskiej Order św. Ducha został zlikwidowany jako odznaczenie państwowe, ale nadal był nadawany przez znajdującego się na emigracji nominalnego monarchę Ludwika XVIII. Przywrócony w 1814 przez Ludwika XVIII istniał do 1830 roku, kiedy to po rewolucji lipcowej zniósł go król Ludwik Filip I.
Do 1883 roku śmierci ostatniego potomka starszej linii Burbonów, hrabiego Henryka de Chambord, Saint-Esprit istniał jako order domowy wygnanej dynastii.
Dziś za Wielkiego Mistrza uważa się Ludwik (XX) Burbon z linii hiszpańskiej, pretendent do tronu Francji. Nie jest wiadome, czy "Ludwik XX" nadaje Order św. Ducha, wiadomo natomiast, że jego poprzednicy-pretendenci z linii hiszpańskiej order ten nadawali.

## Organizacja

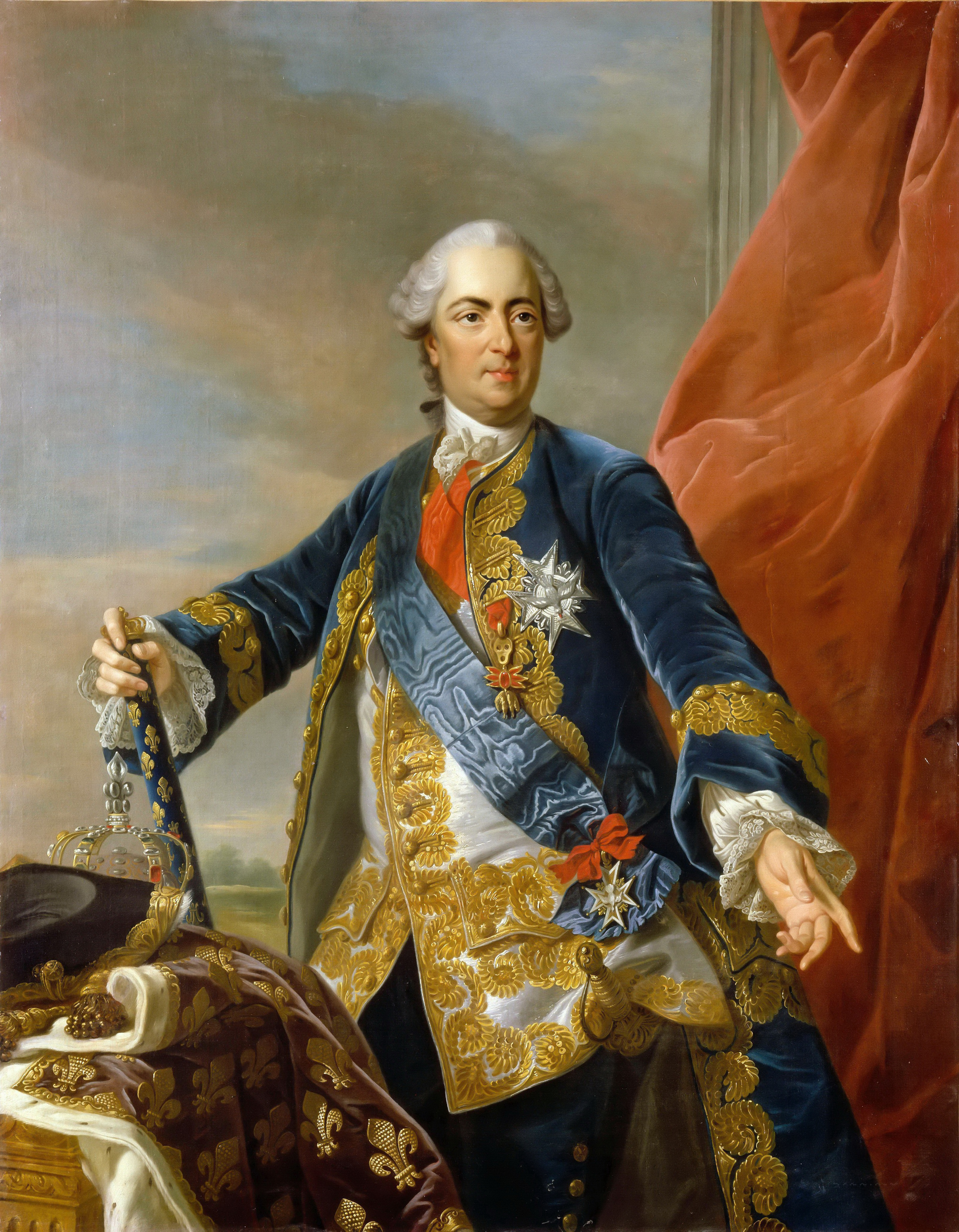
Ludwik XV z insygniami orderów św. Ducha i Złotego Runa

Wielkim Mistrzem Orderu św. Ducha był król Francji.
Członkowie dzielili się na 3 kategorie:
- 8 komandorów duchownych (4 kardynałów i 4 arcybiskupów lub prałatów)
- 4 oficjałów (urzędników kapituły)
- 100 kawalerów

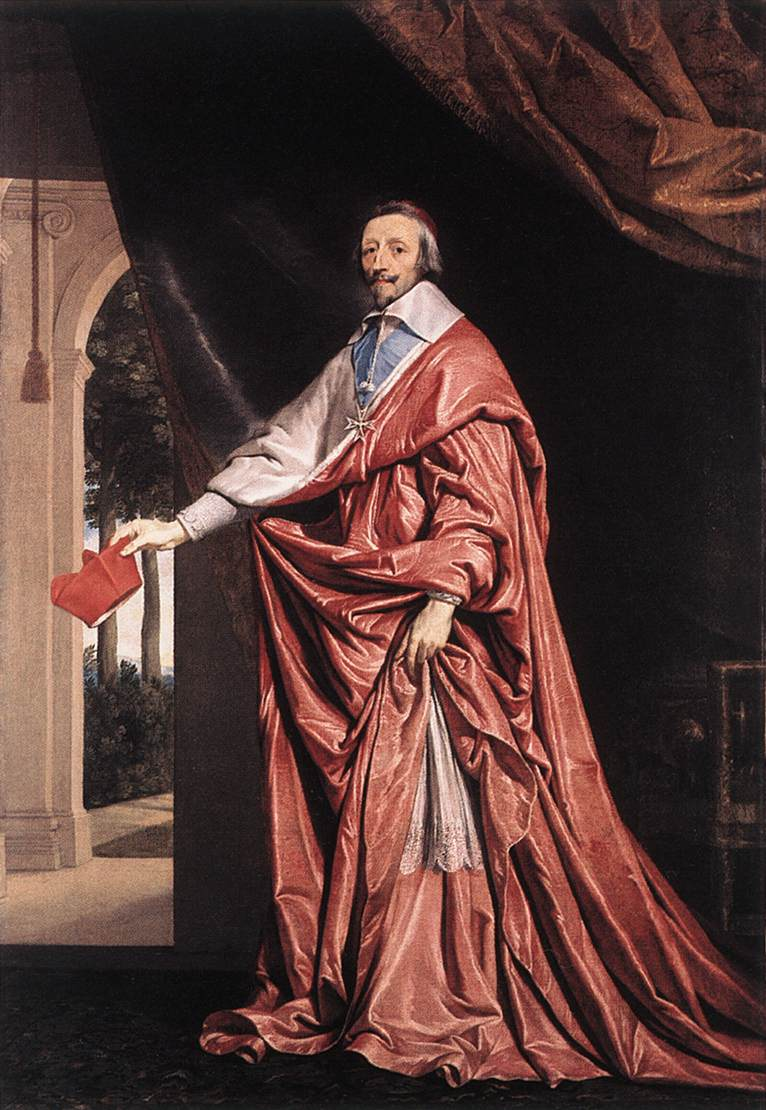
Kardynał Armand Jean Richelieu z Orderem św. Ducha

Odznaczenie to mógł dostać tylko katolik rzymski, który ukończył 35 lat, jakkolwiek cezura wieku nie obowiązywała w przypadku dzieci króla, władcy innych państw mogli go otrzymać po 25. roku życia.
Wszyscy kawalerowie orderu św. Ducha byli jednocześnie kawalerami Orderu św. Michała, nazywani umownie Kawalerami Orderów Królewskich (Chevaliers des Ordres du Roi). Wielki Jałmużnik (Le Grand Aumônier) Królestwa Francji, jeden z wysokich urzędników dworskich, był kawalerem orderu św. Ducha z racji urzędu.
Kawalerowie w liczbie 100 wybierani byli osobiście przez króla (kapituła nie miała nawet głosu doradczego) i musieli poprzez wywód szlachectwa (Preuve de noblesse) wykazać się trzema generacjami należącymi do stanu szlacheckiego, co oznacza że świeżo uszlachceni nie mogli otrzymać orderu.
Komandorzy duchowni wybierani byli początkowo spośród kardynałów (4 osoby) i biskupów (4 osoby), później porzucono tę zasadę i mianowano komandorami także prałatów. Jako osoby należące do stanu duchownego nie byli kawalerami orderu.
Oficjałowie nie musieli należeć do starej szlachty, tak że monarchowie często obdarzali tymi godnościami także osoby niedawno nobilitowane (np. ministra Jean-Baptiste Colberta – skarbnika Orderu św. Ducha). Oficjałowie po przyjęciu urzędu stawali się kawalerami orderu.

### Urzędy kapituły orderowej
- Kanclerz
- Przełożony i mistrz ceremonii
- Skarbnik
- Sekretarz

## Insygnia orderu

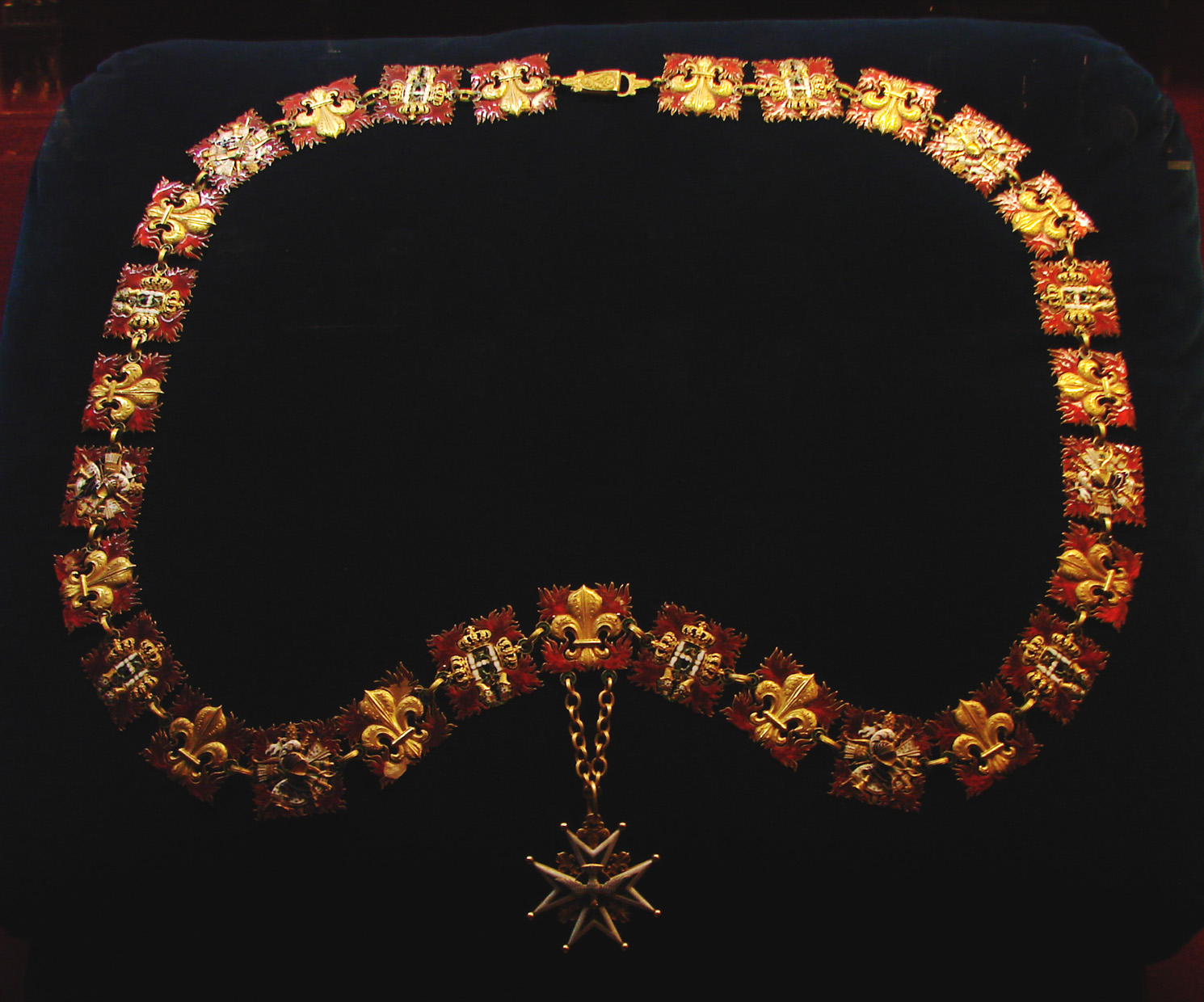
Łańcuch Orderu Świętego Ducha

Insygniami jednoklasowego orderu były: krzyż, gwiazda i łańcuch. Krzyż to emaliowany na biało duży krzyż maltański, którego każdy wierzchołek był zakończony małą kulką. Osiem kul symbolizowało Osiem błogosławieństw. Pomiędzy ramionami krzyża były cztery lilie francuskie (Fleur-de-lis), które symbolizowały cztery Ewangelie, ich 12 zielonych płatków przedstawiało 12 Apostołów. Na awers krzyża orderowego nałożony był emaliowany na biało gołąb kierujący swój lot na dół (symbol zstąpienia Ducha Świętego na apostołów).
Gwiazda orderu była nieemealiowana, srebrna, brylantowana, z liliami burbońskimi między ramionami i ze srebrnym gołębiem lecącym do dołu. Łańcuch orderowy miał 24 człony trzech typów: lilii wśród złotych płomieni, inicjału H i trofeum (zbroi rycerskiej), także otoczonych płomieniami.
Order noszony był z prawego ramienia na lewy bok na błękitnej wstędze orderowej, Cordon bleu, niekiedy także, głównie przez osoby stanu duchownego, na węższej wstędze na szyi. Przy bardziej uroczystych okazjach nakładano na wezwanie monarchy łańcuch orderowy (Le grand collier de l'Ordre).
Dewiza orderu brzmiała Duce et auspice (Pod wodzą i ochroną = Ducha Świętego).

## Odznaczeni

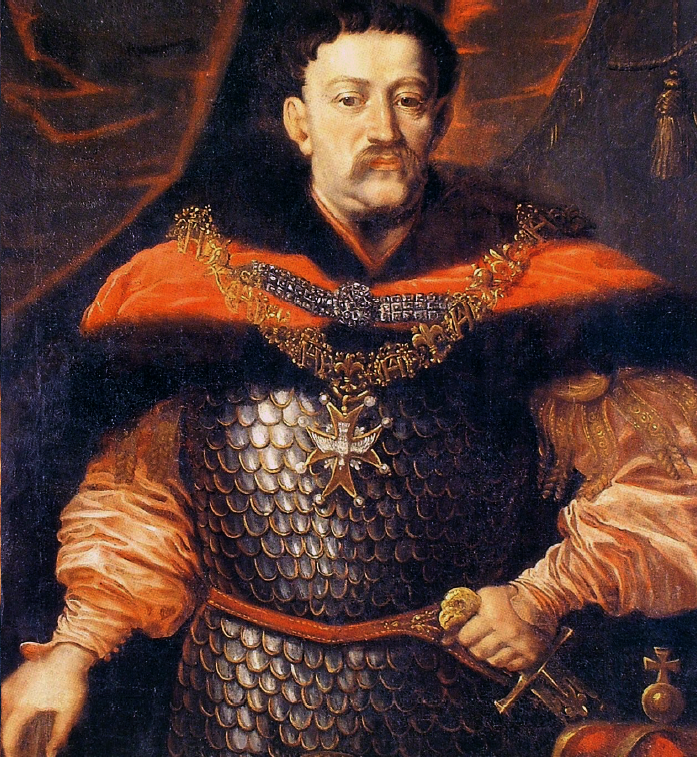
Jan III Sobieski z łańcuchem Orderu Świętego Ducha

Z Polaków/osób związanych z Polską order posiadali:
- Jan III Sobieski
- Henryk Albert de la Grange d’Arquien (ojciec królowej Marii Kazimiery Sobieskiej)
- Jakub Ludwik Sobieski
- Aleksander Benedykt Sobieski
- Konstanty Władysław Sobieski
- Stanisław Leszczyński
- Jan Stanisław Jabłonowski